# Classificazione amministrativa delle strade per stato
Questa voce contiene una rassegna delle classificazioni amministrative delle strade per Stato.

## Africa

### Marocco
- Autostrade (Autoroutes, الطريق السيار)
- Strade nazionali (Routes nationales, الطرق الوطنية)
- Strade regionali (Routes régionales, الطرق الجهوية)
- Strade provinciali (Routes provinciales, الطرق الإقليمية)
- Strade comunali (Routes communales)

### Sudafrica
- Strade nazionali
- Strade provinciali
- Strade regionali
- Strade metropolitane

## Asia

### Kazakistan
- Strade internazionali (M)
- Strade nazionali (A)
- Strade regionali (P)
- Strade locali (K)

## Europa

### Finlandia
- Strade statali (Valtatiet)
- Strade principali (Kantatiet)
- Strade regionali (Seututiet)
- Strade di collegamento (Yhdystiet)

Vi sono poi una serie di classificazioni amministrative per le strade minori, di servizio o riservate.

### Francia
- Autostrade (Autoroutes)
- Strade nazionali (Routes nationales)
- Strade territoriali (Routes territoriales)
- Strade dipartimentali (Routes départementales)
- Viabilità comunale (Voirie communale)
- Strade private (Voies privées)

### Germania
- Autostrade (Bundesautobahnen)
- Strade federali (Bundesstraßen)
- Strade statali (Landesstraßen)
- Strade circondariali (Kreisstraßen)
- Strade comunali (Gemeindestraßen)

### Italia
- Autostrade
- Strade statali
- Strade regionali
- Strade provinciali
- Strade comunali
- Strade vicinali

### Polonia
- Strade statali (Drogi krajowe)
- Strade voivodatali (Drogi wojewódzkie)
- Strade distrettuali (Drogi powiatowe)
- Strade comunali (Drogi gminne)

### Svizzera
- Strade nazionali (Routes nationales)
  - Autostrade
  - Semiautostrade
  - Strade principali
- Strade cantonali (Routes cantonales)
- Strade comunali (Routes communales)
- Strade private (Routes privées)